# SWOT-analyse
SWOT-analysen er en særdeles udbredt metode inden for strategiudvikling i både private og offentlige organisationer.

## Formål
SWOT er en forkortelse af ordene: Strengths, Weaknesses, Opportunities og Threats – oversat til dansk: Styrker, svagheder, muligheder og trusler. Metoden skaber igennem en simpel proces struktur i og overblik over en given organisations styrke- og konkurrencesituation gennem fokus på de fire ovenstående kategorier, nærmere specificeret: Organisationens interne (egne, indre) styrker og svagheder, samt organisationens eksterne (udefra givne) muligheder og trusler.
Således sættes organisationens aktuelle interne ressourcer i relation til dens position i det omgivende miljø. Dette giver et godt oversigtsbillede over organisationens aktuelle konkurrencemæssige position og strategiske handlingsmuligheder.

## Omfang
Omfanget af en SWOT-analyse kan variere kraftigt. Det er således muligt at skalere metoden op eller ned alt efter anvendelse: Metoden kan anvendes som hjælpeværktøj i mindre problemstillinger, såvel som til omfangsrige analyser og strategiudviklingsprocesser i store internationale virksomheder. Som beskrevet ovenfor er processen i SWOT-analysen forholdsvis enkel. Det indledende trin består i at identificere betydende faktorer for organisationen i hver af SWOT-analysens fire kategorier. Der er i litteraturen ikke angivet nogen entydig fremgangsmåde til identifikation af disse faktorer. Brainstorming er en oplagt mulighed, men der kan også anvendes data fra organisationens daglige drift, dette kunne fx være data fra organisationens driftsregnskaber. Efter identifikation af de betydende faktorer, kan der eventuelt foretages en vurdering af de enkelte faktorers tyngde, således at mere betydningsfulde faktorer kan gives større opmærksomhed i den videre proces.
Når det er vurderet, at der for hver af begreberne styrker, svagheder, muligheder og trusler er identificeret et udtømmende
antal faktorer, og der eventuelt er foretaget en vurdering af de enkelte faktorers tyngde/betydning, fortsættes til næste
trin i SWOT-analysen. Opstilling af faktorerne i en SWOT-matrix. Figuren angiver strukturen i SWOT-matrixen, eksemplificeret ved en SWOT-analyse foretaget på en dansk maskinstation. SWOT-matrixen er et redskab til udvikling af strategier gennem inddragelse af de faktorer, som er blevet identificeret i SWOT-analysens indledende trin. Dette foregår ved at kombinere de identificerede faktorer, og udvikle strategier, der maksimerer indflydelsen fra virksomhedens styrker og muligheder, og minimerer indflydelsen fra virksomhedens svagheder og trusler. I eksemplet i figuren er muligheden miljøinteresser kombineret med styrkerne tæt kundekontakt, lokalkendskab og godt omdømme, og har skabt den mulige strategi kommunikere miljøbevidsthed. Således maksimeres såvel styrker som muligheder. Ligeledes er truslen konkurrence kombineret med de samme styrker som nævnt ovenfor, og har skabt den mulige strategi profilering af produkter ved specialisering. I dette eksempel er truslen minimeret ved maksimering af styrkerne.
Mange studerende benytter SWOT-analysen til deres opgaver og den klart mest forekommende fejl er i området "Muligheder". Det er vigtigt at holde fokus på, at der er tale om eksterne muligheder dvs. faktorer som virksomheden ikke har indflydelse på. Dette kan være faktorer som økonomiske tendenser i samfundet, forbruger trends, nye markeder og lign [kilde mangler].

## Tiltag
Når der gennem anvendelse af SWOT-matricen er identificeret et tilfredsstillende antal strategiske muligheder, skal der udvikles en strategi her ud fra. Da det ikke er altid, at alle de identificerede strategiske muligheder er indbyrdes forenelige, består denne fase primært af udvælgelse og prioritering blandt de strategiske muligheder. SWOT-analysen angiver dog ingen værktøjer til denne udvælgelse. Disse værktøjer skal findes andetsteds.
Når de ulige muligheder og farer er bestemt, er næste skridt som regel at opstille en plan for de tiltag, der skal gøres for at udnytte mulighederne og afvæbne farerne. Det kan dreje sig om indre omordninger af organisation og fremgangsmåder eller om investeringer (fx i ny teknologi, i reklamevirksomhed eller andet, der kan bringe målsætningen nærmere).

## Anvendelsesmuligheder
SWOT-analyser anvendes i mange sammenhænge, såvel i private virksomheder som offentlige institutioner men også i blandt andet byplanlægningssammenhænge, hvor de kan afdække en given bys, kommunes eller egns stilling i forhold til andre byer, kommuner eller egne fx med hensyn til befolkningsforhold, erhvervsattraktivitet, logistik, uddannelses- og serviceniveau, miljøkvalitet eller turisme. I denne sammenhæng anvendes metoden blandt andet til arealreservationer eller omdisponeringer af arealer, til investeringsrækkefølge og lignende.